# Глазчатая индейка
Гла́зчатая инде́йка (Meleagris ocellata Cuvier, 1820) — вид куриных птиц из семейства фазановых. Несколько меньший, чем индейка. Обитает в Центральной Америке.

## Внешний вид

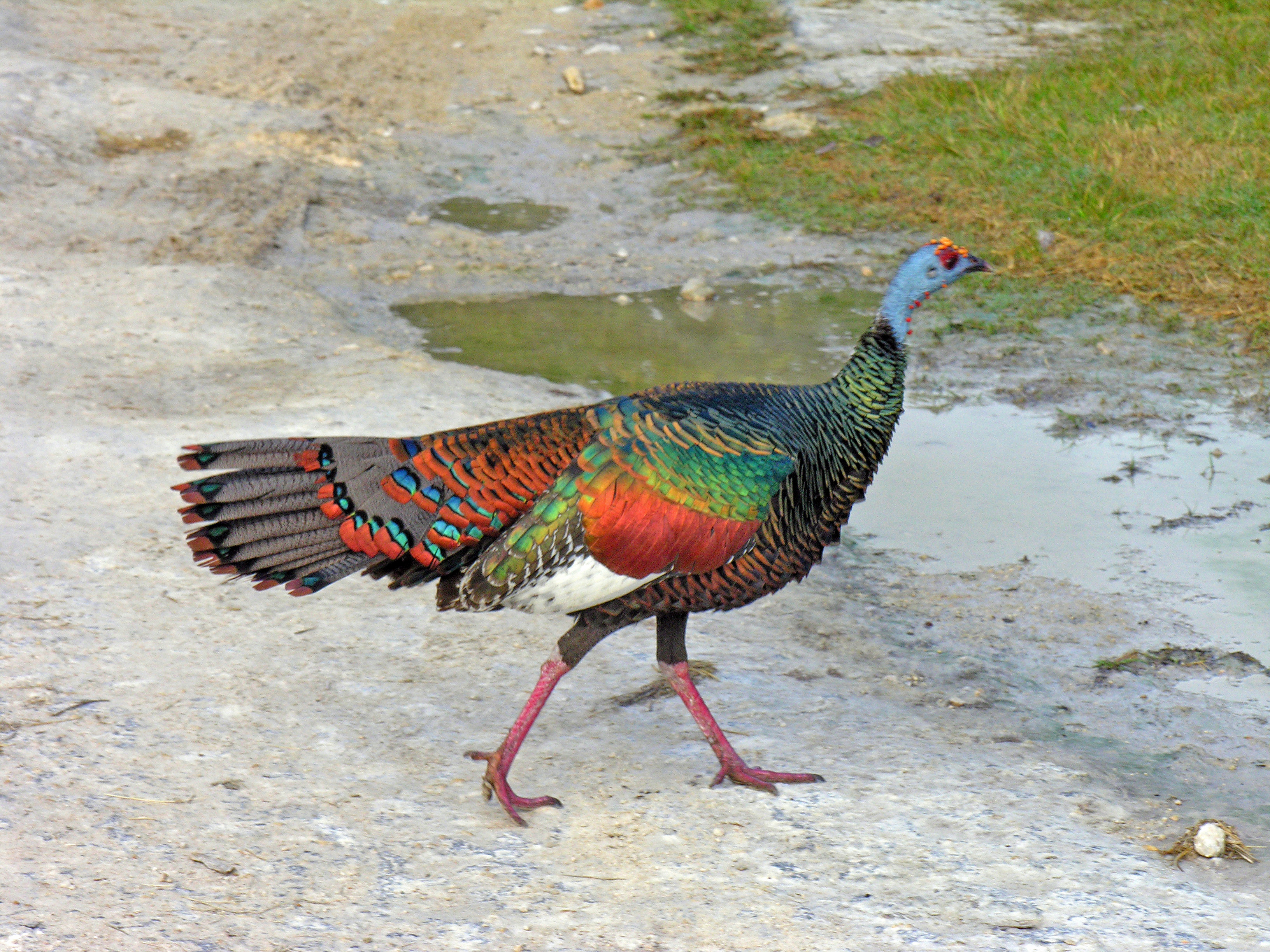
Глазчатую индейку не случайно сравнивают с павлином

Отличается великолепным цветом перьев. Шея, верхняя часть спины и нижняя сторона зелёные; нижняя часть спины и надхвостье голубые с зелёным блеском; все перья с золотисто-зелёной каймой.
Верхние кроющие перья хвоста с великолепными зелёно-голубыми глазчатыми пятнами; маховые перья с белыми полосками, рулевые красновато-серые.
Голова и шея голубые с красными «бородавками».

## Промысловое значение
Глазчатая индейка составляет, подобно индейке, предмет деятельной охоты.

## Генетика
Молекулярная генетика
- Депонированные нуклеотидные последовательности в базе данных EntrezNucleotide, GenBank, NCBI, США: 2 (по состоянию на 19 февраля 2015).
- Депонированные последовательности белков в базе данных EntrezProtein, GenBank, NCBI, США: 3 (по состоянию на 19 февраля 2015).